# 社台站
社台站（日语：／ Shadai eki */?）是北海道旅客鐵道室蘭本線的一個鐵路車站，位於北海道白老郡白老町，車站編號為H22，現時只停靠普通列車。最初只是信號場規格，後來昇格為一般貨物車站，隨後才開放為客運車站。
車站位處白老町邊沿，與苫小牧市的邊界相距只有400米（離岸邊更不足300米，也是屬苫小牧市範圍），周邊皆為牧場用地，主要民居集落位於車站的南方，然而數量不多，因此每日的使用量不算太高。
站名源自阿伊努語的「sa-tay-pet」，意思是海濱一側的河流。

## 車站結構

### 站房
以木所建成的單層站房1座，配以不對稱的斜形屋頂，左側站房部房較寬闊，右側的洗手間部份則較窄，中間部份為開放式通道，可以直通通過至連接月台的行人天橋。站房部份則分為候車大堂及已停用和圍封了窗口的票務處。並設有兩個出入口，一個連接至開放式通道，另一個則面向馬路。

### 月台
設有島式月台1個，以行人天橋與站房連接。於2號月台外側另設有保線用側線1條，但相關列車只能先通過2號月台後，再由前方的轉轍器倒駛入側線，同樣從側線離開時，亦只能繼續向前行進至錦岡站前的轉轍器進入貨物列車避車軌後才可以折返。
| 月台 | 路線       | 方向 | 目的地                 |
| ---- | ---------- | ---- | ---------------------- |
| 1    | ■ 室蘭本線 | 上行 | 萩野、東室蘭、室蘭方向 |
| 2    | ■ 室蘭本線 | 下行 | 苫小牧、札幌方向       |

## 歷史
- 1907年12月25日：帝國鐵道廳設置「社台信號所」。
- 1909年10月15日：昇格為貨物站，改稱為「社台站」[2]
- 1917年6月1日：開始辦理旅客及手提行李服務。
- 1961年9月29日：貨物提取服務取消。
- 1980年：

- 增設跨線橋。
- 5月15日：手昃行李提取服務取消，無人化及簡易委託化。

- 1981年1月：改建站房。
- 1984年4月1日：簡易委託廢止，完全無人化。
- 1987年4月1日：國鐵分割民營化，車站管理權由JR北海道繼承。

## 相鄰車站
北海道旅客鐵道
■ 室蘭本線
■特急「北斗」、「鈴蘭」
通過
■普通
白老 (H23) - 社台 (H22) - 錦岡 (H21)

## 外部連結
- JR北海道社台站官方網頁 （页面存档备份，存于）